# تام دیمولن
تام دیمولن (هلندی: Tom Dumoulin؛ زادهٔ ۱۱ نوامبر ۱۹۹۰) یک دوچرخه‌سوار جاده اهل هلند است. او توانست در سال ۲۰۱۷ برندهٔ جیرو دیتالیا شود. همچنین در المپیک ۲۰۱۶ ریو در رشتهٔ تایم تریل انفرادی به مدال نقره دست یافت و در مسابقات جهانی ۲۰۱۴ در همین رشته، مدال برنز را کسب کرد.